# Karcfalva
Karcfalva (más néven Csíkkarcfalva, románul Cârța) falu Romániában, Hargita megyében. Karcfalva, Ábránfalva és Tótfalva összeolvadásából keletkezett, már az 1330-as években létezett. Egykori járási székhely, mely Csíkjenőfalvával, Csíkdánfalvával és Csíkmadarassal együtt alkotta a Csíknagyboldogasszony községet. Madaras 1742-ben önállósul, Dánfalva az 1920-as években. Ma Csíkjenőfalva tartozik hozzá.

## Fekvése
Csíkszeredától 23 km-re északra, a Madicsa és a Székászó-patak Oltba ömlésénél fekszik.

## Nevének eredete
Neve népies magyarázat szerint az egykori Harcfalva alakból képződött, mások szerint a kepe régi karc alakjával függ össze. Nevét egyesek szerint egy Kurs nevű törzsről nyerte. Ritkábban használatos a Csíknagyboldogasszony egyházközség név is. Ezt a nevet a Karcfalva és Jenőfalva határán épült vártemplom után kapta amit Nagyboldogasszony tiszteletére építettek.

## Csíknagyboldogasszony
Sok esetben a templom címe több falu közös neve. Ebben is Nagyboldogasszony négy falunak közös temploma és egyházközségi neve: Karcfalva, ahol a templom áll, Jenőfalva, Csíkdánfalva és Csíkmadaras. Utóbbi kettőből később önálló plébánia lett. A pápai tizedjegyzék régi közlői nem ismerték és nem említik Nagyboldogasszonyt. Legújabb római kutatás fedte fel, hogy 1332-ben ez is szerepel: E(cclesia) B(eatae) Mariae Virginis, amint Domokos Pál Péter közli saját római kutatásai eredményeként. 1406-ban Lőrinc pap a csíknagyboldogasszonyi plébános, aki Csík–Gyergyó alesperese is oláfalvi származású. 1482-ben és 1495-ben Bertalan plébános szerepel az okiratokban. 1540-ben egy kehely feliratán Tamás nagyboldogasszonyi születéső papról van adat: Hoc opus fecit fieri Dominus Tomas Presbiter natus de Nochboldog assan A.D., 1540... 1591-ben Bethleheni Mihály a plébános. (Beke: Az erd. papnevelde. 120.) 1667-ben Thamási Gergely a plébános, Csík, Gyergyó, Kászon főesperese.
A pápai tizedjegyzék korának temploma helyén 1444-ben új templomot építenek. Pontos dátumát jelezte a templom déli kapujának szemöldökkövén három, felül nyitott nyolcas, vagyis: 444. Sajnos ez eltőnt, amikor a hajót lebontották. 1796-ban ugyanis új hajót építenek és csak a szentély marad meg eredeti gótikus stílusában. Bordás mennyezetéről a bordák díszmővekkel ékes gyámkövekre futnak, melyeken emberfő, hold, nap féldombormővei láthatók. Egykor gótikus ablakaiból egyet hagytak meg egészen, a többit felülről befalazták. A középső zárókövön Agnus Dei domborművét faragták ki. Nagyon szép a gótikus fali szentségfülke. E század elején új sekrestyét építenek, amikor befalazzák a régi sekrestye gótikus ajtókeretét. Az 1958. évi renováláskor hozták felszínre. A diadalív félköríves. A templom középkori emlékei közé tartozik a fent említett 1540-ből való kehely, egy másik kehely az 1570-es évekből (utolsó számjegy hiányzik), egy gótikus szentségtartó, mely egykorú a szentéllyel. Hátsó ajtócskáján a felirat későbbi: Ecce panis vitae 1653. Egykorú a szentéllyel a gótikus keresztelőmedence is.
A templomot Csík legmagasabb 4 öles várfala veszi körül, fedett gyilokfolyosóval és lőrésekkel. Keleti bástyájából emelkedik ki a torony, amelyet Mártonffy György püspök, a falu szülötte költségén két emelettel magasítottak. A torony harmadik emeletén befalazott csúcsíves ablakok vannak. A hajó lebontásakor érdekes régi tárgyakat (rézcsészék, rézkés stb.) találtak, melyek a bécsi múzeumba kerültek. Különös leletnek számít az az emberi csontváz, mely álló állapotban volt befalazva, kezében egy pár patkóval. A templomhoz vezető déli oldalon szép barokk Mária-szobor áll. A templom északi oldalát a millenniumkor ültetett fenyves övezi. A középkori tiszta katolikus egyházközség hívei egy kis epizódtól eltekintve – mindmáig katolikusok maradtak. Az epizód az volt, hogy Székely Mózes idejében egy Kelemen nevű prédikátor került a faluba. Tartózkodása rövid ideig tartott, mert a nép elkergette és az átállottak házait lerombolta. A XVIII. században Nagyboldogasszony katolikus plébánia. E század elején is itt csak katolikus templom és egyház van. A várfalon kívül, a harangtorony közelében található díszes oszlop tetején Nagyboldogasszony, a templom védőszentjének a szobra. Átvészelte a történelem viharait, így sokat mesélhetne a környékről.

## Története
A hagyomány szerint a falu eredetileg a mai Madicsa helyén feküdt és Nagymadicsa volt a neve. 1566-ban Karchijfalva néven említik. 1840-ben vásárjogot kapott. 1853-ban a falu leégett. 1910-ben 1245, túlnyomórészt magyar lakosa volt. A trianoni békeszerződésig Csík vármegye Felcsíki járásához tartozott. 1992-ben 1291 magyar lakosa volt. Társközségeivel együtt 5785 lakosából 5736 magyar, 29 cigány és 20 román volt.
A közigazgatásilag Csíkkarcfalva községközponthoz tartozó Csíkjenőfalva és Csíkszenttamás a Hargita aljában még abban az időben települt, amikor a medence nagy része mocsaras volt. A község határában, a Csonkatoronynak nevezett rom Felcsík egyetlen templomának maradványa, ahová a hívek még csónakkal jártak misére.
A három falu közül Csíkkarcfalva lakossága a legkevesebb, mégis előnyös fekvése és fejlettsége a környék központjává tette. Egy időben járásszékhely is volt. A templom alatti tér ünnep- és vasárnapokon piactérré alakult, majd 1840-ben Bécsben szerzett vásárjog alapján minden csütörtökön hetivásárt tartottak. Ez a hetivásár mai napig fennmaradt. A hetivásárok mellett számtalan üzlete és kisipari termékeket előállító műhelye is működött. 1863-ban a településen nagy tűz pusztított, ezért nem találhatók túlságosan öreg házak a faluban.
Már az 1800-as években Csíkkarcfalvának volt gyógyszertára és itt működött Felcsík egyetlen kórháza. A várfalon belül áll a terebélyes, évszázadosnál idősebb hársfa. Ha beszélni tudna, elmesélné, hogy 1334-ben még csak Jenőfalváról van írásos emlék, 1567-ben is még Jenőfalva volt népesebb. Később Karcfalva vette át a vezető szerepet, anyaegyházához tartozott Madaras és Dánfalva is. Csíkmadaras a 18. századig volt filiája, Csíkdánfalva pedig még 1830-ban is hozzá tartozott.
Sokat mesélhetne a templomról, mely a Csíki-medence legszebb vártemploma. A székelység, a szászok mintájára, azután kezdte a templomokat fallal körülvenni, miután az 1396. évi nikápolyi csatavesztést követően a török betörések rendszeressé váltak Erdélyben. Karcfalva két önálló tízese, Ábrahámfalva és Tóthfalva is a 17. századi török dúlások nyomán néptelenedett el.
Nagy múltra tekint vissza az iskola, léte 1585-ig vezethető vissza. A 2000. augusztusi Nagyboldogasszony Napokon, amelyet a Nagyboldogasszony alapítvány szervezett, az iskolát a falu szülöttéről, Mártonffy György püspökről nevezték el. Ugyancsak Karcfalván tevékenykedett Léstyán Ferenc plébános, aki Megszentelt kövek címmel összeírta Erdély összes templomát. 
A polgárosodás éveiben Karcfalva városias külsőt öltött. Előnyös fekvése a szűkebb vidék központjává tette. Az Olt vizén több malom működött, sok iparos dolgozott a faluban, a templom alatti tér pedig piactér volt.

## Látnivalók
- A Nagyboldogasszony tiszteletére szentelt római katolikus vártemploma Hunyadi János adományából 1448 körül épült a régebbi templom újjáépítésével, 1720-ban, 1796-ban és 1922-ben átépítették. Védőfalai a 15.-16. század fordulóján épültek, védőfolyosóinak kialakítása egyedülálló a Székelyföldön. Tornyát 1720-ban magasították, 1850-ben bádoggal fedték be. A templom 1796-os átépítésekor sok pogány rituális emléket találtak.
- A falutól 4,5 km-re nyugatra levő Madicsa ásványvizéről híres, melyre borvízfürdő is épült.

## Jelen
Átlépve a 21. század küszöbét, Karcfalva fejlődése még látványosabb lesz, ugyanis a községvezetők különféle pályázatokat megnyerve nagyméretű beruházásokba kezdenek. Az utóbbi években elkészült a két falut átszelő ivóvíz hálózat és a szennyvízcsatorna rendszer, elkészült az Olt és Székaszó folyók partjainak részbeni megerősítése, felújították az iskolaépületeket és óvodákat, a polgármesteri hivatalt, valamint elkészült és átadták rendeltetésének az új piacteret. 2010-ben folytatják a községközpontban a művelődési ház, a régi tanácsi épület és a közbirtokosság székházának modernizálását. Itt található az ország első vidéki műjégpályája, amelynek befedési munkálatai folyamatban vannak. 2010 augusztusában került sor a ravatalozó felavatására is.

## Híres emberek
- Itt született Mártonffy György, aki 1713-tól Erdély katolikus püspöke volt.
- Itt született 1869-ben Gidró Bonifác, bencés szerzetes, tanár, gimnáziumi igazgató, tihanyi apát.
- Itt született 1941-ben Zágoni Elemér gyógyszerész, gyógyszerészeti szakíró, gyógyszer-szabadalmak szerzője.
- Itt született 1967-ben Barabási Albert László, a hálózatelméletek élvonalbeli tudósa.

## Testvértelepülés
- Helvécia, Magyarország
- Mernye, Magyarország
- Fertőrákos, Magyarország
- Zétény, Szlovákia